# 垮掉的一代
垮掉的一代（英語：Beat Generation） ，或稱疲憊的一代、墮落的一代，是第二次世界大战之後美国一群作家开启的文学运动，意在探索和影响二戰后的美国文化和政治。他们在1950年代发表大量作品并广为人传。垮掉的一代的核心理念包含投入进行精神探索、美国和东方宗教的探索、拒绝既有標準的价值观、反对物质主义、对人类现状详尽描述、试验致幻药物和性的解放及探索。
这一名称最早是由作家杰克·克鲁亚克于1948年前后提出的。在英语中，形容词“beat”一词有“疲惫”或“潦倒”之意，而傑克·凱魯亞克赋予其新的含义“欢腾”或“幸福”，和音乐中“节拍”的概念联结在一起。
之所以将这样一小群潦倒的作家、学生、骗徒以及吸毒者当作“一代”，是因为这个人群对二战之后美国后现代主义文化的形成具有举足轻重的作用。在西方文学领域，“垮掉的一代”被视为后现代主义文学的一个重要分支，也是美国文学历史上的重要流派之一。
“垮掉的一代”的成员们大多是玩世不恭的浪荡公子，他们笃信自由主义理念。他们的文学创作理念往往是自发的，有时甚至非常混乱。“垮掉的一代”的作家们创作的作品通常广受争议，原因是这些作品通常不遵守传统创作的常规，结构和形式上也往往杂乱无章，语言粗糙甚至粗鄙。
“垮掉的一代”对后世的西方文化产生了深远的影响，被文化研究学者们看作是第一支真正意义上的后现代“亚文化”。
“垮掉的一代”的重要文学作品包括杰克·克鲁亚克（1922年－1969年）的《在路上》（On the Road）、艾伦·金斯堡（1926年－1997年）的《嚎叫》（Howl）和威廉·柏洛茲（1914年－1997年）的《裸体午餐》（Naked Lunch）等。后两部作品由于内容“猥亵”而引起法庭的注意，但也为此类文学作品在美国出版的合法化进程做出了贡献。

## 简史
严格意义上的“垮掉派”作家杰克·凯鲁亚克、艾伦·金斯堡和威廉·博罗斯于1940年代在纽约相遇，格雷戈里·柯尔索在1950年代加入了这个阵营。1950年代中期，“旧金山文艺复兴”运动的代表人物肯尼斯·雷克斯罗斯、加里·斯奈德、劳伦斯·费尔林希提、迈克尔·麦克鲁尔、菲利普·沃伦和卢·韦尔奇等也加入“垮掉派”阵营。
除上述重要作家外，“垮掉的一代”中还有一些看上不那么显赫的参与者，这些人的参与在不同程度上为“垮掉派”作家提供了丰富的主题。例如赫伯特·汉克，是博罗斯于1946年结识的一个瘾君子小偷；哈尔·切斯是丹佛市的人类学者，他在1947年将尼尔·卡萨蒂（1926年－1968年）介绍至这个团体中。
“垮掉的一代”中一些女性作家经常被人们忽略，而这些女性对此流派风格的形成发挥了重要作用。重要的女性“垮掉派”作家包括伊迪·帕克和琼·沃尔莫。她们的公寓位于曼哈顿上西区，是“垮掉派”作家们聚会的沙龙，被泰德·摩根称为“前六十年代公社”，琼·沃尔莫本人也是“垮掉派”作家文学讨论的重要参与者。
威廉·博罗斯于1914年出生于密苏里州的圣路易斯，是“垮掉的一代”中最为年长的作家。在圣路易斯时，博罗斯与大卫·卡默尔相遇，由于两人都是同性恋，因此关系十分密切。
大卫·卡默尔深深迷恋一个名为路西恩·卡尔的年轻学生。当卡尔离开故乡去外地求学时，卡默尔开始跟随他在美国国内辗转游历。后来，两人在芝加哥再次与博罗斯相遇。1943年，卡尔转学到哥伦比亚大学，卡默尔和博罗斯都跟随他来到纽约。在那里，卡尔结识了杰克·凯鲁亚克和艾伦·金斯堡，并把这两人介绍给威廉·博罗斯认识。
1944年，卡尔在一场口角中用匕首杀死了卡默尔。事情发生在哈得孙河旁的一个公园内。卡尔杀死卡默尔之后，将他的尸体丢进河水中。卡尔不慎杀死卡默尔很可能是一种自卫行为，尽管当时并没有第三者在场。事后，凯鲁亚克帮助卡尔处理了作案的工具。然而第二天，卡尔就到警局自首，而凯鲁亚克则被指控协从犯罪而被捕。后来，凯鲁亚克在他的作品《杜罗兹的空虚》中写到了这一事件。在他的第一部小说《小镇与城市》中也曾对此事有所影射。
威廉·博罗斯一直非常渴望能够体验犯罪行为的感受。他曾有意识的和罪案频发的纽约地铁保持联系，参与过贩卖盗来物品、致幻毒品，并有超过十年的吸食鸦片的历史。博罗斯就是在这一时期认识赫伯特·汉克的。汉克是一个三流的小偷和吸毒者，经常在时报广场周边活动。
汉克在“垮掉派”作家眼中是一个非常有魅力的人物。金斯堡曾说过，“垮掉派”作家追求所谓的“最高真实”。而在他们眼中，来自社会底层的汉克的生活中包孕着他们这些来自社会中上阶层的人们所无法体会到的真实。
然而，这个松散的组织从成立开始就麻烦不断。1949年，艾伦·金斯堡就开始官司缠身（他的家中堆满了偷来的东西，他本人也曾驾驶过一辆载满偷窃赃物的汽车，等等）。为了摆脱麻烦，他声称自己精神错乱，并被暂时送进一间精神病院。在那里，他邂逅卡尔·所罗门，一个比精神病人行为还要古怪的人。在他的影响下，金斯堡开始热衷于做一些自觉的“疯狂之事”。比如，他会从餐厅偷来一个花生酱三明治，然后把自己的“胜利成果”给保安看。结果是可以预想的——艾伦·金斯堡被医院当作一个严重的精神病人对待。他们对他实施胰岛素休克疗法。如果金斯堡在被送进精神病院的时候并不是个真正的精神病人，那么在这种残忍的治疗方法中他的精神比以前失常得多了。这段经历在他的名诗《嚎叫》中得以体现。所罗门获释之后，曾经担任金斯堡的联系人，帮忙出版他的第一本小说《瘾君子》。然而不久，他就因再次犯病而被送回精神病院。
1947年，尼尔·卡萨蒂的加入也给这个集体带来了不少麻烦。很多“垮掉派”成员都对他十分迷恋。艾伦·金斯堡曾经和他有过恋情，凯鲁亚克曾在1940年代末期和他一起进行公路旅行，这些都成为他的名作《在路上》的重要素材。卡萨蒂本人并不是作家，然而很多“垮掉派”作家却在和他通信的过程中吸取了他的自由散漫的语言风格，凯鲁亚克曾声称这对他创作《在路上》所采用的“无意识写作”的技巧起到了关键作用。在《在路上》里，卡萨蒂变成了“迪安·莫里艾蒂”，并被凯鲁亚克写成了一个具有文化表征性质的典型人物：一个性格狂野的瘾君子，经常身无分文，藐视传统道德，但疯狂地热爱生活。
由于凯鲁亚克的《在路上》延迟了很多年才得以出版，这经常会引起人们的困惑。《在路上》是凯鲁亚克在1952年完成的，大致和约翰·克列农·霍尔姆斯出版《走》和《这就是垮掉的一代》同一时期。然而这部作品叙述的背景却早于这一时期，主要是发生在1940年代后期的事。由于这部小说直到1957年才得以出版，因此许多人都误以为小说讲述的是1950年代末期的事。
《在路上》的写作过程和这部小说本身一样具有传奇色彩。写作《在路上》时，凯鲁亚克速度非常快。他没有使用普通的打印纸，而是使用成卷的电报用纸，是因为他不想因为常常换纸而被迫中断自己的思路。凯鲁亚克的座右铭是：“最原初的想法就是最好的想法”，他坚持绝不修改已经写完的文稿。然而后世有些评论家却认为凯鲁亚克本人并没有严格地遵守这个戒条。
1950年，格雷戈里·柯尔索结识了艾伦·金斯堡。彼时金斯堡正沉迷于柯尔索在因偷窃罪而入狱期间所写的诗歌。自此，柯尔索成为“垮掉的一代”四位核心人物之一。在相当长的时间内，提及这一流派，艾伦·金斯堡、杰克·凯鲁亚克、威廉·博罗斯和格雷戈里·柯尔索总是作为一个整体出现。然而后来评论界对柯尔索的兴趣逐渐淡弱。柯尔索的第一部著作是《受惊的处女及其他诗作》，于1955年出版。
1950年代，“垮掉派”作家们和旧金山地区的作家们有过很多交流，金斯堡、柯尔索、卡萨蒂和凯鲁亚克都曾在旧金山暂居。拥有名为“城市之光”的出版社和书店的劳伦斯·费尔林希提以及年纪较长的诗人雷克斯罗斯是这批作家的核心人物。雷克斯罗斯的公寓后来成为“周末夜晚文学沙龙”，他本人还主持过1955年著名的“六画廊读书会”，在这场读书会上金斯堡的诗作《嚎叫》第一次亮相。
“六画廊读书会”的另一重要性体现在它影响了凯鲁亚克小说《达摩浪人》的创作。这部小说的创作灵感就是受读书会上另外一位诗人加里·斯奈德的影响而激发的。大部分“垮掉派”作家都出生于大都市，而施奈德则有丰富的乡村生活经历。此外，他还曾经接受过文化人类学的教育，并通晓一些东方语言，因此他成为“垮掉派”作家眼中极富魅力的“异端”。劳伦斯·费尔林希提曾经称呼他为“垮掉派中的梭罗”。《达摩浪人》的主题之一就是佛教，以及凯鲁亚克和加里·斯奈德对其截然不同的态度。毫无疑问，《达摩浪人》极大地促进了西方世界对佛教的兴趣。

## “垮掉的一代”中的女性
在“垮掉的一代”诞生早期，女性参与者的作用微乎其微。有些人认为造成这一现象的原因是性别歧视。琼·沃尔莫是早期“垮掉派”重要的女性参与者，在同代人眼中她是一个学识非常渊博且风趣幽默的女人。然而她本人并不是作家，从未出版过任何作品，也没有人认为她是。她在这一流派中最重要的身份是威廉·博罗斯的妻子伊尔莎·冯·克拉伯。她死于一次意外的枪械走火事件。
格雷戈里·柯尔索声称“垮掉派”中有很多女性参与者。他尤其提到了自己在1955年年中认识的一个女人霍普·萨瓦奇（Hope Savage，也被称为“苏拉”）。就是这个女人给凯鲁亚克和金斯堡讲过中国古代诗人李白的故事，而且她也是“垮掉派”作家在东方宗教领域的启蒙老师。有些评论家认为这一说法可能并不完全符合史实，尽管在1954年凯鲁亚克写给金斯堡的信中的确提到了很多关于佛教的著作。
柯尔索认为在那个时代女性想要和其他“垮掉派”作家一样过吉普赛人似的流浪生活是非常困难的，因为这个群体在普通人眼中是疯子的代名词，被粗野地排斥在主流文化视野之外。
尽管如此，“垮掉派”中还是出现了一些出色的女性作家，例如乔伊斯·约翰逊、卡罗琳·卡萨蒂、海蒂·琼斯、乔安娜·凯格尔以及戴安·迪·普利玛等。此外，有很多1970年代的女性作家深受影响，例如简宁·波米·维加和帕蒂·史密斯等等。

## “披头族”形象
在英语中，“披头族”（beatnik）一词用于描述“垮掉的一代”的参与者，这一称呼是赫博·卡恩在1958年4月2日于《旧金山编年史》中首次发明并使用的，最开始是个贬义词，是从当时苏联发射的人造卫星“sputnik”演化而来，用于讽刺“垮掉派”文人，表明他们既不合时宜，且和共产主义之间有某种亲缘关系。后来，这个词汇成为这样一类人的代名词：一群留着山羊胡子、头戴贝雷帽、玩手指鼓且被一群穿着黑色连衣裙的舞女包围着的男人。
在这一时期，“披头族”的形象在电视上也有所体现。在1959年至1963年期间播出的电视节目《多比·吉利斯》中，由鲍勃·丹佛扮演的人物梅纳德·克莱布斯就是典型的“披头族”形象。1950年代中期一些著名电影演员的银幕形象也具有“披头族”的特征，比如马龙·白兰度和詹姆斯·狄恩等。这些人形象特点是青春洋溢、行为举止不合常规、具有反抗气质。1959年，好莱坞电影《垮掉的一代》可以看作是对这种亚文化现象的感性诠释。
“披头族”的形象在当今的一些电视节目中也有体现。比如在大热卡通《辛普森一家》中，奈德·弗兰德斯父母就是典型的披头族形象。在卡通片《道格》中主要人物道格的姐姐朱迪的言谈举止就具有披头族的特征。

## 对西方文化的影响

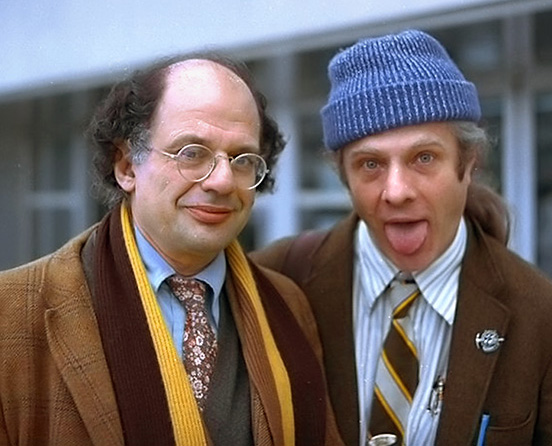
艾伦·金斯堡（左）和夥伴Peter Orlovsky（右）於法蘭克福國際機場的合照，攝於1978年。

尽管“垮掉的一派”基本上是一个纯粹的文学流派，但这一流派对整个西方文化的影响却是强大而深远，其影响力不仅仅体现在几个作家或作品上。
从很多角度上看，“垮掉的一代”都可被视为美国文化史上的第一支“亚文化”。“垮掉派”文人是二战之后质疑和否定传统文化价值观的最重要的力量，他们对主流文化的态度和观点影响了后世的人们对文化的理解。
“垮掉派”文人对体验各种极端的生活方式有浓厚的兴趣（例如放纵的性爱和吸毒等）。他们也是美国知识阶层中权威和主流文化最激烈的挑战者。许多“垮掉派”文人对东方文明充满兴趣，他们在西方传播了关于“禅宗”和“佛教”的种种知识。
以下是艾伦·金斯堡于1982年冬天出版的《什么是垮掉的一代》中的一些引言：
- 对于“垮掉派”在艺术上的主要作为可以作出如下描述：
  - 支持精神自由和性解放（或性自由）。例如同性恋权益的自由、男女平等、黑人权益、反对年龄歧视的“格雷·潘瑟运动”等。
  - 支持文学作品不受检查制度危损的自由。
  - 支持大麻和其他毒品合法化。
  - 支持摇滚乐吸收蓝调因素并施行节奏革命。事实上，美国1950－1960年代的一些摇滚巨星如甲壳虫乐队和鲍勃·迪伦等都曾深受“垮掉派”作家和作品的影响。
  - 主张普及生态保护意识。最早提出这一理念的是加里·斯奈德和迈克尔·麦克鲁尔，他们提出了“洁净行星”的概念。
  - 反对军事－工业文明。博罗斯、汉克、金斯堡和凯鲁亚克的作品中都不同程度地表现出对这一文明类型的厌恶。
  - 凯鲁亚克提出“第二信仰”的概念。
  - 反对全国性的政府权威，维护地方文化。
  - 尊重本土文化和原住居民。凯鲁亚克在《在路上》中曾提出口号“这个地球是印第安人的”。
- “垮掉的一代”的核心理念可以用《在路上》中的一句名言来解释：“因为我很贫穷，所以我拥有一切。”

## 向“嬉皮士”时代转变
在1960年代，“垮掉的一代”作为一个文化分支开始逐渐发生变化。活跃于1940－1950年代的“披头族”们开始被更加活跃的1960年代的反主流文化群体所替代，这一族群的名称也被改为“嬉皮士”。
当然这种转变是次第完成的。在1960年代，很多“垮掉派”文人仍然非常活跃，比如艾伦·金斯堡，他在反越战运动中发挥了重要作用。然而和他旗鼓相当的另一“垮掉派”作家杰克·凯鲁亚克却逐渐淡出这一运动。他在1960年代和金斯堡决裂，并将1960年代的抵抗贬斥为“恶毒的新托辞”。
“垮掉派的一代”对1960年代的抵抗思潮产生了非常巨大的影响。例如，摇滚明星鲍勃·迪伦和艾伦·金斯堡关系就非常密切。
依照艾德·桑德斯的说法，从“披头族”到“嬉皮士”的最终转变的标志是1967年旧金山金门公园的抵抗运动。在这场运动中，艾伦·金斯堡、盖瑞·施奈德和迈克尔·麦克鲁尔高唱圣歌，带领游行的人群。
桑德斯在他的短篇小说集《披头族的荣耀》中曾如此追忆：
- 我们怀念“披头族”。尽管我们从来不用这个词来描绘自己，但我们是如此热爱它。从今以后，再也没有“披头族混编队”在南方三K党的地盘上进行抗议民权运动游行了。现在我们都变成了“混蛋嬉皮士”。

事实上，“披头族”和“嬉皮士”在风格上还是存在一些区别的。“披头族”多半喜欢昏暗的色调和深色的服饰，留山羊胡须；而“嬉皮士”则喜欢具有迷幻风格的艳丽色彩，蓄长发。“披头族”以“冷漠、抑制情感”而著称，而“嬉皮士”则追求“玩绚”，竭力表现个人特色。
两者的区别不仅仅表现在外表上。例如，“披头族”通常对政治漠不关心，而“嬉皮士”则热衷于参加民权运动和反战运动。盖瑞·施奈德在1974年的一次访谈中曾说：
- ……下一个关键点是卡斯特罗攫取古巴政权事件。不关心政治的“垮掉派”的观点随着事件的发展而发生变化。所谓的马克思主义革命在进行中时曾在和平主义者中引发过激烈的讨论，然而在卡斯特罗胜利之后，这些人的想法又发生改变了。许多人改变了和平主义立场，或者重新审视“和平主义”这一概念。于是这场充满了血腥和暴力的“革命”便显得不那么可怕了……
- 我们怀疑自己的能力不足以促进更加持久或巨大的变革，毕竟这是在50年代，一切仍很荒凉。所以我们的那些充满个人主义和存在主义色彩的选择使得我们担心自己的观念可能得不到任何人的支持，甚至没人愿意倾听我们的言论。然而这是一种道德上的选择，一种充满诗意的、道德上的选择。然而很快，卡斯特罗改变了这一切，马丁·路德·金改变了这一切。

## 历史语境
二战后那段时期的主流文化曾不顾一切地试图建立一个新的牢固的文化新秩序，然而在知识界却有一股强大的潜流抵制这种强硬的文化秩序，他们追求自发的艺术创作，反对扼杀人们心灵的力量，他们怀有渴求无序、狂欢状态的浪漫主义情怀。
“垮掉的一代”就是这一潜流的代表，然而他们却不是这一运动的唯一参与者。在杰克·凯鲁亚克写作“无意识散文”之前，就有许多艺术家开始追求摒弃规则的自我表达方式。比如宣扬即兴创作的爵士乐，以及所谓“抽象表现主义”者的创作等。
同时，战后还有许多其他艺术家对现有的文化规则持鄙视态度，他们反对社会秩序压抑天性和自我表达。例如作曲家和作家约翰·凯奇以及画家罗伯特·罗森堡等。威廉·博罗斯在出版《裸体午餐》之后开始采用布利翁·吉辛的“切碎”技巧写作，这一技巧和凯奇的“机会操作”技巧十分相似。
“垮掉派”文人并不是战后实验性文学创作的唯一实践者。许多其他小流派也参与了这一活动，包括：
- “愤怒的青年”是战后出现在英国的一个流派，人们经常将其和“垮掉的一派”互相比较。
- “黑山诗人”
- “旧金山文艺复兴派”可以看作是从“垮掉的一代”中衍生出来的一个独立的流派

在西方文学史上，有很多作家对“垮掉的一代”产生了影响。英国18世纪诗人威廉·布莱克对艾伦·金斯堡的影响非常显著，美国诗人沃尔特·惠特曼的风格在金斯堡的诗作中也得以体现。杰克·布莱克的小说《必败无疑》对威廉·博罗斯的影响非常显著。法国意识流作家马塞尔·普鲁斯特的作品在“垮掉派”文人中广泛传播，很可能是凯鲁亚克卷帙浩繁的自传的灵感来源。
还有一些其他作家和文学流派对“垮掉派”产生了影响，包括亨利·大卫·梭罗、意象主义诗人、所谓的“客观主义”作家亨利·米勒等。这些影响体现在：
- 盖瑞·施奈德早期曾阅读艾兹拉·庞德的作品，并因此对日本和中国产生了浓厚的兴趣。
- 威廉·卡洛斯·威廉斯曾经鼓励“垮掉派”文人创作，并为金斯堡的《嚎叫》撰写前言。
- 艾兹拉·庞德对艾伦·金斯堡和旧金山文艺复兴作家产生了深远的影响。
- 希尔达·杜利德对罗伯特·邓肯诗风的形成至关重要。
- 雷克斯罗斯曾经和“客观主义”作家共同出版作品。

## 评论
诺曼·鲍德赫雷茨是专门研究“垮掉的一代”的重要批评家。他曾在哥伦比亚大学读书，并在那里结识了金斯堡和凯鲁亚克。他学生时代的一些诗集是在艾伦·金斯堡的帮助下出版的。后来，鲍德赫雷茨成为新保守主义刊物《注解》的编辑。
1948年，他出版了一篇题为《一无所知的波西米亚人》的文章，发表在《党派评论》杂志上。在文中他如此评价“垮掉的一派”：
- “在凯鲁亚克的作品中包孕着被压抑了的呐喊：杀死那些口齿清晰的知识分子们，杀死那些有耐心静坐5分钟的人们。”“50年代的这些玩世不恭的人们是文明的敌人。他们崇拜原始主义，他们崇尚天性、活力和血腥。这是来自弱势群体的精神反抗行为。”
- “我认为美国中产阶级的软弱性和50年代盛行的青少年犯罪现象之间有密切联系，但我也相信青少年犯罪现象产生的原因有一部分来自于这些人对常规情感的抵触情绪，以及以自己的学识去适应这个世界的努力。这些人无疑是凯鲁亚克和金斯堡的追随者。”

- “要想反抗垮掉派文人的观点，就必须要拒绝‘残破’优于‘连贯’、‘无知’优于‘有知’的观点，以及心灵与观察力经验是一种‘死亡’的观点……”

1958年，艾伦·金斯堡在《乡村之声》杂志的专访上对此做出了回应：
- “小说并不是对虚构的事实的虚构式描绘，而是对一个人真实感觉的表达。鲍德赫雷茨从未写过散文，他也根本就不会写散文，他对散文和诗歌的创作技巧也没有兴趣。他对杰克的创作实验的批评表明他根本就不会区分作为韵律的词汇和作为表意的词汇之间的差别。他指责我们反知性主义，这种说法纯粹子虚乌有。我们接受过同样的教育，在同一所学校读书，我们都是所谓的‘知识分子’，而‘知识分子’这个概念是客观存在的。鲍德赫雷茨对20世纪文学一窍不通，他在用18世纪的老脑筋来分析20世纪的文学。今天的文学已经和以往大不相同，我们的时代已经有了普鲁斯特、伍尔芙、福克纳和乔伊斯。”

在西方主流学术界，对“垮掉的一代”的评价至今仍众说纷纭。一方面，这个流派的参与者的文化观是如此的极端，他们反对社会公认的一切准则，他们甚至以亲身实践纵欲、犯罪、吸毒等行为来表达自己与主流文化背道而驰的态度；另一方面，这些作家有都来自美国战后的精英阶层，他们的文学创作具有显著的精英意识。这使得这个流派本身就是个矛盾体。然而单从文学史的角度看，“垮掉的一代”是二战后后现代主义文学最具影响力的流派之一，对20世纪文学的发展做出了巨大的贡献。凯鲁亚克、艾伦·金斯堡等人的创作已经被列入英语文学史上最杰出的作品之列，他们对美国文学和美国文化的影响至今仍在持续着。

## 主要作家及作品

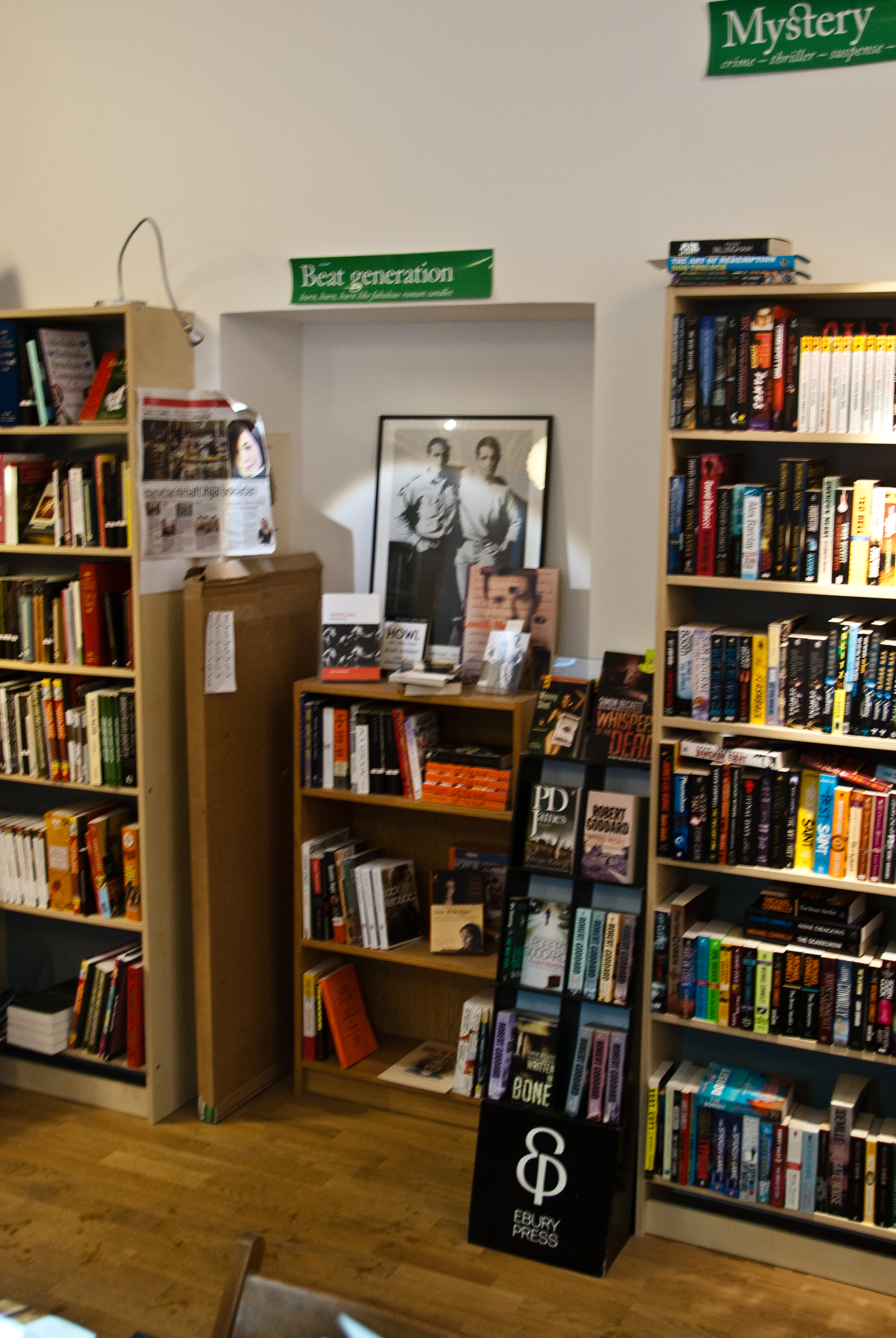
一坐落於瑞典斯德哥爾摩專門收藏垮掉的一代作品的書店

- 《在路上》，杰克·凯鲁亚克，1957年
- 《瘾君子》，威廉·博罗斯，1953年
- 《嚎叫》，艾伦·金斯堡，1956年
- 《裸体午餐》，威廉·博罗斯，1959年
- 《三分之一》，尼尔·卡萨蒂，1970年
- 《次要角色》，乔伊斯·约翰逊，1983年

### 早期作品
- 《小镇与城市》，杰克·凯鲁亚克，1950年
- 《走》，约翰·克列农·霍尔姆斯，1952年
- 《暗夜行者》，钱德勒·布罗萨德 ，1952年
- 《远离愤怒的陌生人》，乔治·曼德尔，1952年
- 《阶梯中》，查尔斯·汤姆森，1957年

凯鲁亚克的处女作《小镇与城市》是一部关于“垮掉派”文人的自传性的作品，但通常评论界不把它当作是一部“垮掉派”小说来看待，因为这部还不具备“垮掉派”的风格，而是有模仿汤姆·沃尔夫的痕迹。霍尔姆斯的小说《走》的情况也与之类似。

### 传记
- 《杰克的书——杰克·凯鲁亚克的口述自传》，巴里·吉佛德和劳伦斯·李著，1978年

## 名言
|                 | 这个所谓的‘垮掉的一代’是一群人，来自不同国籍，他们持有一个共同的想法，就是这个社会不可救药了。 |
| ——阿米利·巴拉卡 |                                                                                                |

|                 | 但是，然而，悲伤，为那些把‘垮掉派’等同于罪犯、不良、无德的人们而悲伤；为那些根本不了解人类灵魂的渴求和历史便恶毒地攻击‘垮掉派’的人们而悲伤；为那些拍出‘披头族’强奸无辜主妇的电影的恶毒的人们而悲伤；为那些向‘垮掉的一代’吐口水的人们而悲伤——大风会把他们的口水原路刮回去。 |
| ——杰克·凯鲁亚克 | |

|                   | 三个作家无法称其为‘一代’。 |
| ——格雷戈里·柯尔索 |                            |

|               | 没有人知道我们究竟是催化剂，还是发明物，抑或只是实验中产生的一堆没用的泡沫。我想，我们三者都是。 |
| ——艾伦·金斯堡 |                                                                                                  |

### 书籍
- 泰德·摩根著，《文学囚徒：威廉·博罗斯的生平与时代》，（1983） ISBN 0-380-70882-5
- 布兰达·耐特著，《“垮掉的一代”中的女性：变革中心的作家、艺术家和音乐家》，ISBN 1-57324-138-5
- 安·查尔特斯著，《“垮掉派”口袋书》，ISBN 0-670-83885-3 (hc); ISBN 0-14-01.5102-8 (pbk).
- 阿瑟·温菲尔德·耐特著，《“垮掉派”幻影》，ISBN 0-913729-40-X
- 《“垮掉派”文化与1950年－1965年的新美国》，ISBN 0-87427-098-7
- 艾德·桑德斯著，《披头族的荣耀》（1990年第二版），ISBN 0-80651-172-9

### 电影
- 杰克·克鲁亚克编剧，罗伯特·弗兰克、阿尔弗莱德·莱斯利导演，《拔出雏菊》，1958年
- 理查德·莱恩纳、刘易斯·麦克亚当导演，《克鲁亚克怎么了？》（记录片），1986年
- 恰克·沃克曼编剧、导演，《源泉》，1999年

### 网络资源
1. ↑  .   [2017-07-30]. （原始内容存档于2017-07-10）.
2. ↑  Charters, Ann. . Penguin Books. 2001. ISBN 0141001518.